# Pădureni (okręg Marusza)
Pădureni (węg. Erdőcsinád) – wieś w Rumunii, w okręgu Marusza, w gminie Gornești. W 2011 roku liczyła 460 mieszkańców.